# Дело Metallica против компании Napster
Дело Metallica против компании Napster — самое известное дело о борьбе музыкантов против распространения их музыки в сети и одно из первых в череде судебных исков против компании Napster, приведших в итоге к закрытию сервиса.

## Ход процесса
13 апреля 2000 г. Metallica подала в окружной суд США Северного округа Калифорнии иск против Napster, в котором обвинила сервис в нарушении авторских прав и рэкете. На судебном процессе Ларс Ульрих заявил, что услышал песню «I Disappear», записанную как саундтрек к фильму «Миссия невыполнима 2» в радиоэфире, хотя на тот момент она ещё не была официально опубликована. Metallica удалось проследить, что источником утечки стал файл, выложенный в Napster, где кроме новинки, обнаружились и целые альбомы группы. Metallica оценила минимальный понесённый ущерб в 10 миллионов долларов. Нанятая группой компания NetPD выявила id 335 тысяч пользователей Napster'а, которые раздавали песни группы, нарушая закон об авторском праве. Metallica потребовала, чтобы все их песни были изъяты из общего доступа, а все пользователи, раздававшие их, были забанены. В итоге Napster пришлось запретить доступ к обменнику более чем 300 тысячам пользователей.
В иске также были указаны университеты, которые должны были быть призваны к ответственности за то, что их студенты незаконно скачивают музыку в сети — Йельский университет, университет Индианы и университет Южной Калифорнии. Эти университеты после подачи иска закрыли своим студентам доступ к его серверам.
К иску Metallica присоединился и рэпер Dr. Dre, после чего Napster пришлось заблокировать ещё 200 тысяч пользователей.
В марте 2001 г. федеральным окружным судом было вынесено решение в пользу Metallica — Napster обязали удалить все песни группы в течение 72 часов.

## Параллельные процессы
Иск группы Metallica послужил катализатором и для звукозаписывающих компаний. 12 июня 2000 г. Американская ассоциация звукозаписывающих компаний, годом ранее уже инициировавшая процесс против Napster, отослала в суд запрос на судебное предписание о прекращении деятельности Napster. Истец настаивал на том, что деятельность сервиса наносит ущерб звукозаписывающим компаниям: 1. снижает розничные продажи (особенно среди учащихся колледжей и университетов); 2. препятствует развитию легальной коммерческой on-line торговли; 3. ведёт к социальному обесцениванию музыки из-за её свободного распространения. Обеими сторонами был приглашён ряд экспертов и проведено несколько специальных расследований. Исследовались, в том числе, продажи CD около университетских городков и вдали от них.

## Итоги
Хотя итоги проведённых исследований были неоднозначными, суд постановил, что администрация Napster'а обязана блокировать доступ к нелегальному контенту по первому требованию — от Napster потребовали установки надёжных фильтров. В июле 2001 г. состоялось заседание суда, на котором представители файлообменной сети заявили, что их система позволяет фильтровать 99,4 % всего пиратского контента. Но суд постановил, что сервис должен быть отключён до тех пор, пока эффективность антипиратской технологии не достигнет 100 %. По сути, это решение привело к банкротству компании, которая попыталась ещё продать сервис немецкой медиакомпании Bertelsmann, но сделка была запрещена американскими властями. После процедуры банкротства бренд Napster переходил из рук в руки, в итоге став частью музыкального стримингового сервиса Rhapsody.

## Мнения о процессе
Среди музыкантов не все поддерживали своих коллег. Рэп-музыкант Chuck D неоднократно публично заявлял, что система, разработанная компанией, дает музыкантам беспрецедентную возможность напрямую общаться со своей аудиторией и, соответственно, музыкантам только выгодна — в том числе и с точки зрения увеличения продаж их записей. Аналогичная точка зрения высказывалась и Ice-T: оба музыканта относятся к Napster как к «радио двадцать первого века». Певица Кортни Лав заявила, что она целиком на стороне группы Metallica, но ни в коем случае не поддерживает RIAA, поскольку американская звукозаписывающая индустрия обкрадывает артистов ничуть не меньше, чем пираты.
Лоуренс Лессиг в своей книге «Свободная культура» пишет, что решение суда, которому показалось, что 99,4 % — это недостаточно, показывает, что это «война не столько за авторское право, сколько против файлообменных технологий».